# Red Hat Enterprise Linux
Red Hat Enterprise Linux (RHEL) è una distribuzione GNU/Linux, sviluppata da Red Hat e progettata per il mercato business, successiva alla distribuzione Red Hat Linux. Red Hat Enterprise Linux è distribuito, come versione server, per le piattaforme x86-64, Power Architecture, ARM64 ed IBM Z e, come versione desktop, per x86-64. Tutte le attività di supporto ed addestramento, oltre al programma di certificazione Red Hat, si concentrano sulla piattaforma Red Hat Enterprise Linux.
La distribuzione Red Hat Enterprise Linux segue cronologicamente quella di Red Hat Linux ed è affiancata da Fedora, un'alternativa "free-of-cost" a Red Hat Enterprise Linux, pure derivata da Red Hat Linux, sviluppata dalla comunità di volontari che supporta il progetto Fedora.

## Storia
Nel 2003, Red Hat ha interrotto lo sviluppo e la distribuzione di Red Hat Linux in favore di Red Hat Enterprise Linux (RHEL) per gli ambienti aziendali (il già citato mercato business) e di Fedora, per un uso più vicino a quello domestico.
Nell'ottobre 2018, Red Hat ha dichiarato che KDE non sarà più supportata nei successivi aggiornamenti di Red Hat Enterprise Linux. La diretta conseguenza di questa scelta è una crescita dell'importanza di GNOME. Entrambe le interfacce utenti conferiscono agli ambienti Linux desktop come minimo quelle caratteristiche ormai irrinunciabili per lavorare con i computers: finestre, icone, mouse, puntatore

### Versioni di Red Hat Enterprise Linux
Non c'è mai stata una Red Hat Enterprise Linux 1. Nel Marzo del 2002 è uscita Red Hat Enterprise Linux 2.1 corrispondente alla Red Hat Linux 7.2. Nel Marzo 2003 è uscita invece la versione 9 di Red Hat Linux corrispondente alla Red Hat Enterprise Linux 3. Le successive versioni sono state rinumerate di conseguenza.
Vengono nel seguito riepilogate le versioni di Red Hat Enterprise Linux uscite nel tempo. Per ciascuna di esse sono stati messi in commercio anche degli aggiornamenti che ne hanno prolungato l'uso. In particolare le versioni 6 e 7 sono tuttora supportate. Per la versione 7, nata nel 2014, è di recente uscito l'"Update 6" (30 ottobre '18).

| Versione                                    | Data di uscita    | Note |
| ------------------------------------------- | ----------------- | --- |
| Red Hat Enterprise Linux 2.1 AS (Pensacola) | 26 marzo, 2002    | Usa il Linux kernel 2.4.9-e.3 Dal 2003 al 2005 sono state messe in commercio le seguenti versioni intermedie: - Update 1, Febbraio 14, 2003; (kernel 2.4.9-e.12) - Update 2, Maggio 29, 2003; (kernel 2.4.9-e.24) - Update 3, Dicembre 19, 2003; (kernel 2.4.9-e.34) - Update 4, Aprile 21, 2004; (kernel 2.4.9-e.40) - Update 5, Agosto 18, 2004; (kernel 2.4.9-e.49) - Update 6, Dicembre 13, 2004; (kernel 2.4.9-e.57) - Update 7, Aprile 28, 2005; - Red Hat Enterprise Linux 2.1 ES (Panama), Maggio 2003[È necessaria una citazione] |
| Red Hat Enterprise Linux 3 (Taroon)         | 22 ottobre, 2003  | Usa il Linux kernel 2.4.21-4 Dal 2004 al 2007 sono state messe in commercio le seguenti versioni intermedie: - Update 1, Gennaio 16, 2004; (kernel 2.4.21-9) - Update 2, Maggio 12, 2004; (kernel 2.4.21-15) - Update 3, Settembre 3, 2004; (kernel 2.4.21-20) - Update 4, Dicembre 12, 2004; (kernel 2.4.21-27) - Update 5, Maggio 18, 2005; (kernel 2.4.21-32) - Update 6, Settembre 28, 2005; (kernel 2.4.21-37) - Update 7, Marzo 17, 2006; (kernel 2.4.21-40) - Update 8, Luglio 20, 2006; (kernel 2.4.21-47) - Update 9, Giugno 15, 2007; (kernel 2.4.21-50) |
| Red Hat Enterprise Linux 4 (Nahant)         | 15 febbraio, 2005 | Usa il Linux kernel 2.6.9-5 Dal 2005 al 2011 sono uscite le seguenti versioni intermedie: - 4.1, anche chiamata Update 1, Giugno 8, 2005; (kernel 2.6.9-11) - 4.2, anche chiamata Update 2, Ottobre 5, 2005; (kernel 2.6.9-22) - 4.3, anche chiamata Update 3, Marzo 12, 2006; (kernel 2.6.9-34) - 4.4, anche chiamata Update 4, Agosto 10, 2006; (kernel 2.6.9-42) - 4.5, anche chiamata Update 5, Maggio 1, 2007; (kernel 2.6.9-55) - 4.6, anche chiamata Update 6, Novembre 15, 2007; (kernel 2.6.9-67) - 4.7, anche chiamata Update 7, Luglio 29, 2008; (kernel 2.6.9-78) - 4.8, anche chiamata Update 8, Maggio 19, 2009; (kernel 2.6.9-89) - 4.9, anche chiamata Update 9, Febbraio 16, 2011; (kernel 2.6.9-100) |
| Red Hat Enterprise Linux 5 (Tikanga)        | 15 marzo, 2007    | Usa il Linux kernel 2.6.18-8 Dal 2007 al 2014 sono uscite le seguenti versioni intermedie: - 5.1, anche chiamata Update 1, Novembre 7, 2007; (kernel 2.6.18-53) - 5.2, anche chiamata Update 2, Maggio 21, 2008; (kernel 2.6.18-92) - 5.3, anche chiamata Update 3, Gennaio 20, 2009; (kernel 2.6.18-128) - 5.4, anche chiamata Update 4, Settembre 2, 2009; (kernel 2.6.18-164) - 5.5, anche chiamata Update 5, Marzo 30, 2010; (kernel 2.6.18-194) - 5.6, anche chiamata Update 6, Gennaio 13, 2011; (kernel 2.6.18-238) - 5.7, anche chiamata Update 7, Luglio 21, 2011; (kernel 2.6.18-274) - 5.8, anche chiamata Update 8, Febbraio 20, 2012; 6 anni fa (kernel 2.6.18-308) - 5.9, anche chiamata Update 9, Gennaio 7, 2013; (kernel 2.6.18-348) - 5.10, anche chiamata Update 10, Ottobre 1, 2013; (kernel 2.6.18-371) - 5.11, anche chiamata Update 11, Settembre 16, 2014; (kernel 2.6.18-398) - 5.11+, Extended Life-cycle Support (ELS) Start Date Marzo 31, 2017; - aka added ELS entitlement until ELS end Date Novembre 30, 2020;                                                                                 |
| Red Hat Enterprise Linux 6 (Santiago)       | 10 novembre, 2010 | Usa il Linux kernel 2.6.32-71 Red Hat Enterprise Linux 6 è stata ottenuta come "fork" da Fedora 12 e contiene molte caratteristiche di Fedora 13 e 14 di cui ne è stato fatto il "backport". Dal 2011 al 2018 sono uscite le seguenti versioni intermedie: - 6.1, anche chiamata Update 1, Maggio 19, 2011; (kernel 2.6.32-131) - 6.2, anche chiamata Update 2, Dicembre 6, 2011; (kernel 2.6.32-220) - 6.3, anche chiamata Update 3, Giugno 20, 2012; (kernel 2.6.32-279) - 6.4, anche chiamata Update 4, Febbraio 21, 2013; (kernel 2.6.32-358) - 6.5, anche chiamata Update 5, Novembre 21, 2013; (kernel 2.6.32-431) - 6.6, anche chiamata Update 6, Ottobre 13, 2014; (kernel 2.6.32-504) - 6.7, anche chiamata Update 7, Luglio 22, 2015; (kernel 2.6.32-573) - 6.8, anche chiamata Update 8, Maggio 10, 2016; (kernel 2.6.32-642) - 6.9, anche chiamata Update 9, Marzo 21, 2017; (kernel 2.6.32-696) - 6.10, anche chiamata Update 10, Giugno 19, 2018; (kernel 2.6.32-754) - 6 ELS +, Extended Life-cycle Support (ELS) Start Date Novembre 30, 2020; - aka added ELS entitlement until ELS end Date Giugno 30, 2024; |
| Red Hat Enterprise Linux 7.0 (Maipo)        | 10 giugno, 2014   | Usa il Linux kernel 3.10.0-123 Red Hat Enterprise Linux 7 (Maipo) è basata su Fedora 19, l'upstream Linux kernel 3.10, systemd 208 (aggiornato a 219 in RHEL 7.2), e GNOME 3.8 (basato su GNOME 3.28 in RHEL 7.6) La prima versione "Beta" è stata annunciata l'11 dicembre 2013, e la "release candidate" è stata resa disponibile il 15 aprile 2014. Il lancio di Red Hat Enterprise Linux 7 è avvenuto il 10 giugno 2014. Dal 2015 al 2018 sono uscite le seguenti versioni intermedie: - 7.1, anche chiamata Update 1, Marzo 5, 2015; - kernel 3.10.0-229 - 7.2, anche chiamata Update 2, Novembre 19, 2015; - kernel 3.10.0-327 - systemd updated to 219 - GNOME rebased to 3.14 - 7.3, anche chiamata Update 3, Novembre 3, 2016; - kernel kernel 3.10.0-514 - 7.4, anche chiamata Update 4, Agosto 1, 2017; - kernel kernel 3.10.0-693 - GNOME rebased to 3.22 - 7.5, anche chiamata Update 5, Aprile 10, 2018; - kernel 3.10.0-862 - GNOME rebased to 3.26 - 7.6, anche chiamata Update 6, Ottobre 30, 2018; - kernel 3.10.0-957 - GNOME rebased to 3.28                                                               |
| Red Hat Enterprise Linux 8                  | 7 maggio, 2019    | La versione "Beta" di Red Hat Enterprise Linux 8 è stata annunciata il 14 novembre, 2018. È basata su Fedora 28, l'upstream Linux kernel 4.18.0-80, e GNOME 3.28. "Red Hat Enterprise Linux 8" è stata lanciata il 7 maggio, 2019. |

## Costi delle piattaforme
Alla data del 15 gennaio 2023 i prezzi minimi delle varie piattaforme di RHEL sono:
- Red Hat Enterprise Linux Workstation 179$
- Red Hat Enterprise Linux for IBM Power Little Endian 269$
- Red Hat Enterprise Linux Server 349$
- Red Hat Enterprise Linux Developer Workstation 299$
- Red Hat Enterprise Linux Developer Suite 99$
- Red Hat Enterprise Linux for SAP Solutions 1.749$
- Red Hat Enterprise Linux for Virtual Datacenters 2.499$
- Red Hat Enterprise Linux Developer Support 5.000$

## Relazioni con Fedora
Red Hat Linux fu originariamente sviluppato esclusivamente all'interno della Red Hat con il solo feedback raccolto dagli utenti che giungevano con bugs e contributi rispettivamente da correggere o da includere nei pacchetti software. Questo è cambiato nel corso del 2003 quando Red Hat Linux è stato fuso con il progetto Fedora, basato sull'omonima comunità.